# Preistoria dell'Iran
La preistoria dell'Iran potrebbe essere divisa in Paleolitico, Mesolitico, Neolitico e periodi calcolitici come segue:

## Paleolitico
Uno dei potenziali percorsi per migrazioni dell'uomo verso l'Asia meridionale e orientale è l'Iran, un paese caratterizzato da una vasta gamma di variazioni e risorse geografiche che potevano sostenere i primi gruppi di ominidi che vagavano nella regione. Le prove della presenza di queste prime popolazioni in Iran comprende manufatti in pietra scoperti in depositi di ghiaia lungo il bacino del fiume Kashafrud nell'Iran orientale, il fiume Mashkid e il Ladiz nel sud-est, il fiume Sefid-Rud, nel nord, il fiume Mahabad nel nord-ovest, e alcuni affioramenti di superficie e reperti isolati da ovest e le parti nord-occidentali del paese.
I primi siti di occupazione umani più importanti, noti in Iran sono: Kashafrud nel Khorasan, Mashkid e Ladiz nel Sistan, Shiwatoo nel Kurdistan, Ganj Par nel Gilan, la grotta di Darband nel Gilan, Khaleseh nel Zanjan, Gakia a Kermanshah, Pal Barik a Ilam. Questi siti sono datati tra un milione di anni fa, a 200.000 anni fa.

Degli strumenti di pietra musteriani fatti dall'uomo di Neanderthal sono stati trovati anche in varie parti del paese. Ci sono molti più resti culturali dell'uomo di Neanderthal risalenti al periodo Paleolitico medio, che principalmente sono stati trovati nella regione di Zagros e meno nel centro dell'Iran presso i siti di Kobeh, Kunji, Bisetun, Qaleh Bozi, Tamtama, Warwasi. Nel 1949 un radio di Neanderthal è stato scoperto da CS Coon nella grotta di Bisitun.
Le prove per periodi del Paleolitico superiore e dell'Epipaleolitico sono note principalmente dalla regione di Zagros nelle grotte del Kermanshah e Khoramabad quali la grotta Yafteh e qualche sito della zona di Alborz e dell'Iran centrale.

## Epipaleolitico
La fine del paleolitico, denominato "Epipaleolitico", è in un periodo di circa 7000 anni dal circa 18.000 al 11.000 a.C. In quell'epoca i gruppi di cacciatori-raccoglitori per lo più vivevano nelle grotte dei monti Zagros. Rispetto ai precedenti gruppi di cacciatori, una tendenza verso l'aumento del numero delle specie di piante e animali, che sono stati raccolti e cacciati, può essere osservato. Non solo i vertebrati più piccoli sono stati cacciati, ma anche sono stati raccolti pistacchi e frutti selvatici. Infine la novità del consumo di lumache e animali acquatici più piccoli come i granchi.

## Neolitico

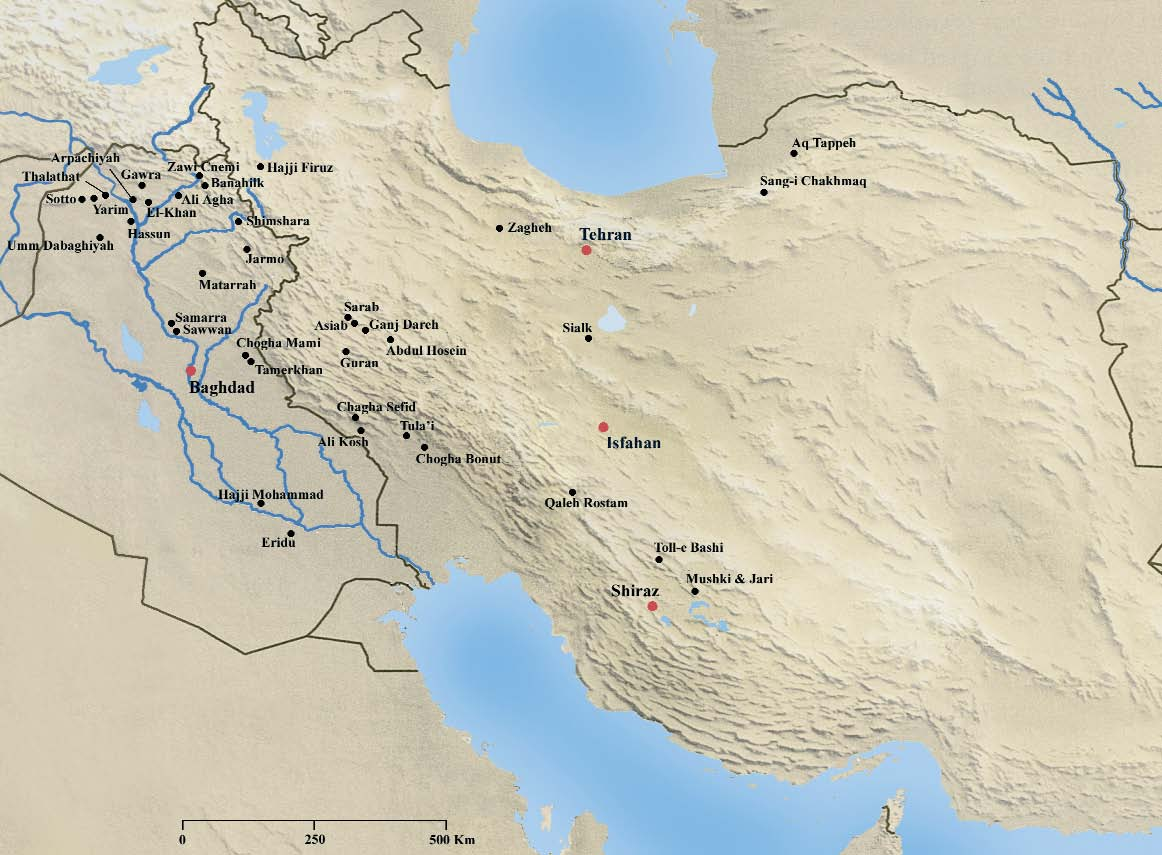
Siti del neolitico iraniano

Quasi nulla si sa circa i 2500 anni che seguirono l'Epipaleolitico dopo l'11.000 a.C. Solo quando si scoprire il sito di Asiab (c. 8500-8000) nella zona di Kermanshah siamo in periodi più conosciuti. Asiab era un piccolo accampamento di cacciatori-raccoglitori, abitato solo stagionalmente. Oltre al fatto che le capre selvatiche e le pecore sono state cacciate, sono stati trovati un gran numero di gusci di lumaca. Questi reperti sono stati interpretati nel modo in cui di volta in volta le attività di caccia degli abitanti di Asiab non hanno avuto successo e che quindi sono stati costretti a consumare cibo che di solito non piace.

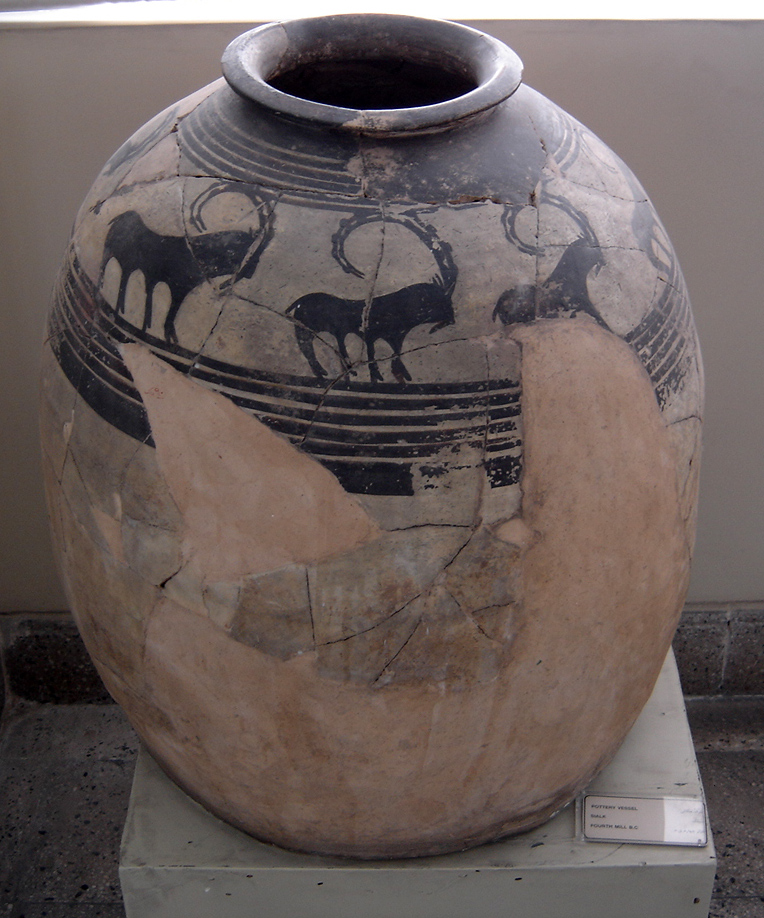
Vaso in ceramica, IV millennio a.C. Museo paleolitico di Zagros in Iran.

Alcuni insediamenti vicini costantemente occupati nei monti Zagros datano un breve periodo di tempo dopo Asiab, dal tempo che intercorre tra l'8.000 e il 6.800 a.C. Ancora la cultura materiale di Tappeh Ganj Dareh e Tappeh Abdul Hosein non include alcuna ceramica. Così questo periodo è spesso chiamato "Neolitico aceramico". Questo è vero anche per i più antichi livelli di Tappeh Guran, che si trovano nel Luristan, così come per i siti di Ali Kosh e Chogha Sefid nella piana di Deh Luran, ad ovest dei monti Zagros. C'erano, greggi di pecore e greggi di capre che sono stati tenuti per la prima volta. L'allevamento degli animali significava fondamentalmente un nuovo orientamento degli abitanti neolitici dell'Iran e devono essere intesi come collegamento con tutta una serie di altre innovazioni, in particolare l'architettura delle case. Noi non sappiamo con certezza se in quei giorni vi fosse la coltivazione dei cereali. Strumenti per la raccolta e per la preparazione dei prodotti a base di cereali sono lì, ma i resti di grano bruciato sono estremamente rari.
Nel VIII millennio a.C., le comunità agricole come Chogha Bonut (il primo villaggio in Susiana) hanno iniziato a formarsi nell'Iran occidentale, come il risultato dello sviluppo endogeno o di influenze esterne. Nello stesso periodo i primi vasi d'argilla noti e delle figurine in terracotta di animali e umani sono stati modellati e prodotti a Ganj Dareh e Teppe Sarab, nonché nell'Iran occidentale. La parte sud-occidentale dell'Iran faceva parte della Mezzaluna Fertile. Alcune delle più antiche terre agricole sono state scoperte a Susa (città risalente al 7000 a.C. e ancora esistente). e insediamenti come Chogha Mish, risalente al 6800 a.C.; ci sono giare di vino di 7000 anni scavate nei Monti Zagros (ora in mostra presso l'Università della Pennsylvania) e rovine dello spesso periodo, ma anche insediamenti come Sialk sono un'ulteriore testimonianza di ciò.

## Calcolitico
Il calcolitico iraniano potrebbe essere diviso in tre parti. "Calcolitico alto" si riferisce a occupazioni che rientrano nel V millennio a.C., "Calcolitico Medio" che comprende tre fasi successive (inizio medio, medio e tardo Medio Calcolitico) datati al IV millennio a.C. e il "Tardo Calcolitico" che indica occupazioni pre Età del bronzo risalenti alla prima metà del III millennio a.C.